# Dennis Gade Kofod
Dennis Gade Kofod (født 17. september 1976 i Randers) er en dansk forfatter og dramatiker.

## Baggrund
Dennis Gade Kofod er student fra Bornholms Amtsgymnasium i 1997 og afsluttede den humanistiske basisuddannelse på RUC i 2000. Han er herefter uddannet fra Forfatterskolen 2004. Dennis Gade Kofod er født i Randers, men vokset op på Bornholm, hvor han efter en række år i København nu også er bosat. Denne hjemstavn spiller en væsentlig rolle i størsteparten af hans forfatterskab. Han har fra 2005 til 2010 været tilknyttet redaktionen på det nu hedengangne forlag Anblik og tidsskriftet Ildfisken. I 2014 modtog han det 3. årige arbejdslegat af Statens kunstfond. I 2015 var han en af hovedkræfterne bag og lederen af den på Bornholm tilhørende Jakob Hansens Litteraturfestival. Siden har han kørt sin egen forfatterskole, men også været tilknyttet Forfatterskolen i København. Fra 2020 til 2024 var han udvalgsleder i Statens Kunstfonds legatudvalg for litteratur.

## Udgivelser
- Anskudte dyr, Anblik 2005
- Frøken Knirk – og den store hemmelighed, Phabel 2006
- Brøndtjætten, Rosinante 2006
- Christian Skov – læsninger i forfatterskabet, Anblik 2007
- Nexø Trawl, Rosinante 2007
- Frøken Knirk og den gale robothund, Høst & Søn 2009
- Superhelte i det hele taget, Rosinante 2010
- Ellestingeren, drama for børn, 2012
- Dette er ikke en krimi, Lindhart og Ringhof (Bidrag) 2012
- Genfærd, Rosinante 2013
- Mordet i Vestermarie, drama, 2014
- Skifiting, billedroman, Jensen og Dalgaard, 2014
- Jeg vælger uden filter, Høst & Søn (bidrag), 2016
- Nancy, Rosinante, 2016
- Bornholm - Steder og mennesker, Gyldendal, 2016
- Danmark mit fædreland, drama, 2018
- Vildfaren, Jensen og Dalgaard, 2018
- Kattemand, åh kattemand, Jensen og Dalgaard, 2018
- Folkemøg, Rosinante, 2018
- "Det levende land", Rosinante, 2019
- "Reservat", Cobolt, 2019
- "Bjergtaget", Jensen og Dalgaard, 2019
- "Alberts mindebog", Høst og søn, 2019
- "Besat", Jensen & Dalgaard, 2021
- "Power to X", People's, 2022

## Rollespil
Inden sin debut som romanforfatter har Dennis Gade Kofod markeret sig som forfatter af scenarier i den progressive ende af dansk rollespil på forskellige rollespiltræf i Danmark, bl.a. Fastaval.
Dennis Gade Kofods scenariografi
- Hjemvé, Fastaval, 1996.
- Ave Adam, Orkon, 2000.
- Høst, Fastaval, 2002, sammen med Jonas Arboe Harild.
- Højhus – Løsningsmodel uden titel, Orkon, 2002.
- Straks vinden har lagt sig, hvisker ingen hans navn, Orkon, 2003, sammen med Frederik Berg Olsen.
- Burgundia, Fastaval, 2006.

Af Fastaval er han, som del af forfatterkollektivet Natural Born Holmers, blevet hædret med ÆresOttoen i 2003 for sit arbejde med rollespil.